# Strada Păcurari din Iași
Păcurari  este o stradă situată în Municipiul Iași. 

## Descriere
Strada începe din zona pasajului „Mihai Eminescu” și se termină în șoseaua Păcurari.

## Toponimie
Există controverse legate de numele cartierului Păcurari. Astfel, se presupune că pe strada Păcurari veneau negustorii, care vindeau păcură și gaz, numiți „păcurari”. Profesorul Stelian Dumistrăcel, cercetător la Institutul de lingvistică „Al. Philippide”, crede că termenul de „păcurar” se referă, în fapt, la ciobani, iar numele străzii a fost dat de faptul că prin acel loc intrau în oraș păstorii în timpul transhumanței. Profesorul și lingvistul Mircea Ciubotaru, unul din membrii fondatori al Institutului de Genealogie și Heraldică „Sever Zotta”, este convins de faptul că numele străzii Păcurari este dat de numele unei persoane, numită Păcurar, ca și numele străzii Păcureț, care este un diminutiv.

## Monumente istorice

### Monumente de arheologie
- Centrul istoric și Curtea Domnească (epoca medievală); IS-I-A-03504

### Monumente de arhitectură
- Biblioteca Centrală Universitară „Mihai Eminescu” (1934), strada Păcurari 4; IS-II-m-B-03964
- Biserica „Sf. Paraschiva de Sus” (1852), strada Păcurari 6; IS-II-m-B-03965
- Casa „Missir” (începutul secolului XX), strada Păcurari 8; IS-II-m-B-03966
- Casa „Canano” (prima închisoare), azi Universitatea „Al. I. Cuza” (sfârșitul secolului XIX / secolul XX), strada Păcurari 9; IS-II-m-B-03967
  - Casele au fost proprietatea familiei Cănănău, iar în 1834 au fost transformate în sediu penitenciar. În anul 1925, casa devine cantina studenților iar după 1990  corp al Universității „Al. I. Cuza”
- Casă (începutul secolului XX), strada Păcurari 10; IS-II-m-B-03968
- Casa „Beldiman-Penescu”, azi Univestatea „Apollonia” (începutul secolului XIX), strada Păcurari 11; IS-II-m-B-03969
- Casă (a doua jumătate a secolului XIX), strada Păcurari 12; IS-II-m-B-03970
- Casa „Gheorghe Racoviță” (a doua jumătate a secolului XIX), casa în care a locuit tatăl lui Emil Racoviță, junimistul Gheorghe Racoviță; strada Păcurari 17; IS-II-m-B-03971
  - Casa cumpărată de Gheorghieș Racoviță (1839-1913), magistrat și avocat, membru al „Junimii", tatăl savantului Emil Racoviță
- Casă (începutul secolului XX), strada Păcurari 17-A; IS-II-m-B-03972
- Casa „Pleșa - Lepădatu”, azi Univestatea „Apollonia” (sfârșitul secolului XIX), strada Păcurari 19; IS-II-m-B-03973
- Casa scriitorului Iacob Negruzzi (începutul secolului XIX), strada Păcurari 21; IS-II-m-B-03974
- Casa „Praja” (începutul secolului XX), strada Păcurari 23; IS-II-m-B-03975
- Casa „Naum” (sfârșitul secolului XIX), azi grădiniță, strada Păcurari 25; IS-II-m-B-03976
  - Casa a aparținut lui Anton Naum (1829-1917), poet junimist, profesor universitar al universității ieșene. Mai târziu casa a fost a profesorului Vasile Costin.
- Casa „Buiucliu” (sfârșitul secolului XIX), azi Biblioteca județeană „Gh. Asachi”, strada Păcurari 29; IS-II-m-B-03975
  - Casa a aparținut avocatului Grigorie Buiucliu (1840-1912), membru al Înaltei Curți de Casație din București
- Casa „Rojniță” (sfârșitul secolului XIX), strada Păcurari 33; IS-II-m-B-03978
  - Casa medicului Rojniță (1845-1910)
- Casa „Verussi” (începutul secolului XX), strada Păcurari 45; IS-II-m-B-03979
- Casă (începutul secolului XX), strada Păcurari 47; IS-II-m-B-03980
- Casa „Octav Mayer” (a doua jumătate a secolului XIX), strada Păcurari 51-A; IS-II-m-B-03981
- Casă (sfârșitul secolului XIX), strada Păcurari 54; IS-II-m-B-03982
- Casa „Bădărău” (a doua jumătate a secolului XIX), strada Păcurari 58; IS-II-m-B-03983
- Casă (a doua jumătate a secolului XIX), strada Păcurari 66; IS-II-m-B-03984
- Casă (sfârșitul secolului XIX), strada Păcurari 73; IS-II-m-B-03985
- Casa „Bratu” (sfârșitul secolului XIX), strada Păcurari 74; IS-II-m-B-03986
- Casa „Ermacov” (sfârșitul secolului XIX), strada Păcurari 74; IS-II-m-B-03986
  - Casa lui Ermacov, un renumit băcan. Faimoasa băcănie „Ermacov” se afla pe locul unde astăzi se afla blocul „Amandina”
- Casă (sfârșitul secolului XIX), strada Păcurari 77-B; IS-II-m-B-03989
- Casa „Papp” (sfârșitul secolului XIX), strada Păcurari 83; IS-II-m-B-03990
- Beciul Fabricii de Bere „Zimbru” (secolul XIX), strada Păcurari 95; IS-II-m-B-03991
- Fabrica de Tricotaje „Moldova” (corp vechi) și sediul Mica Industrie (sfârșitul secolului XIX), strada Păcurari 115; IS-II-m-B-03992

## Personalități care au locuit pe strada Păcurari

Alexandru A. Bădărău (1859-1927), om politic și publicist român
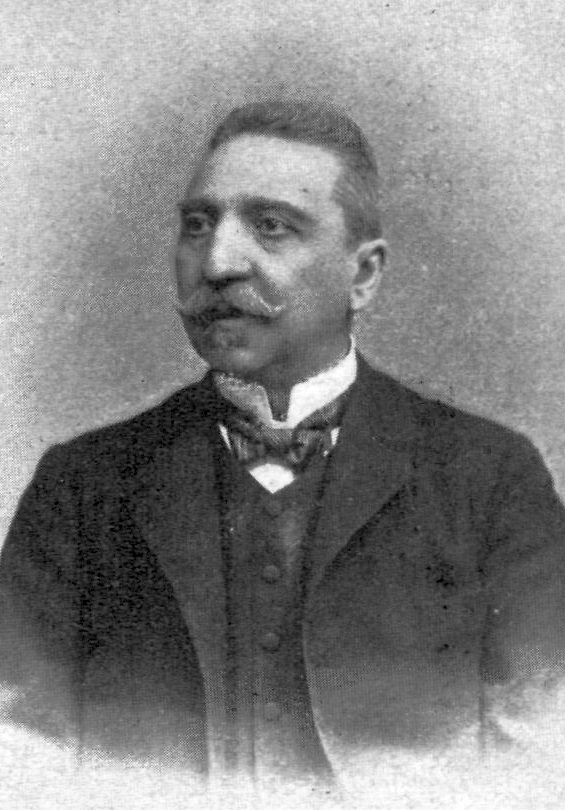
Iacob Negruzzi (1842-1932) scriitor, politician, președinte român
Anton Naum (1829-1917) poet junimist, profesor universitar al universității ieșene
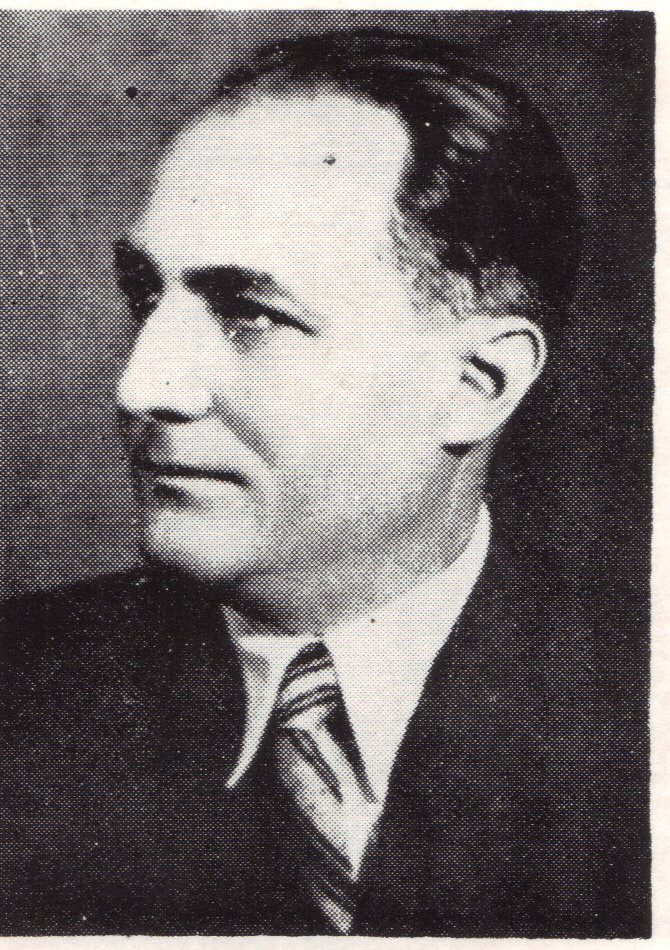
Octav Mayer (1895-1966) matematician român

## Galerie

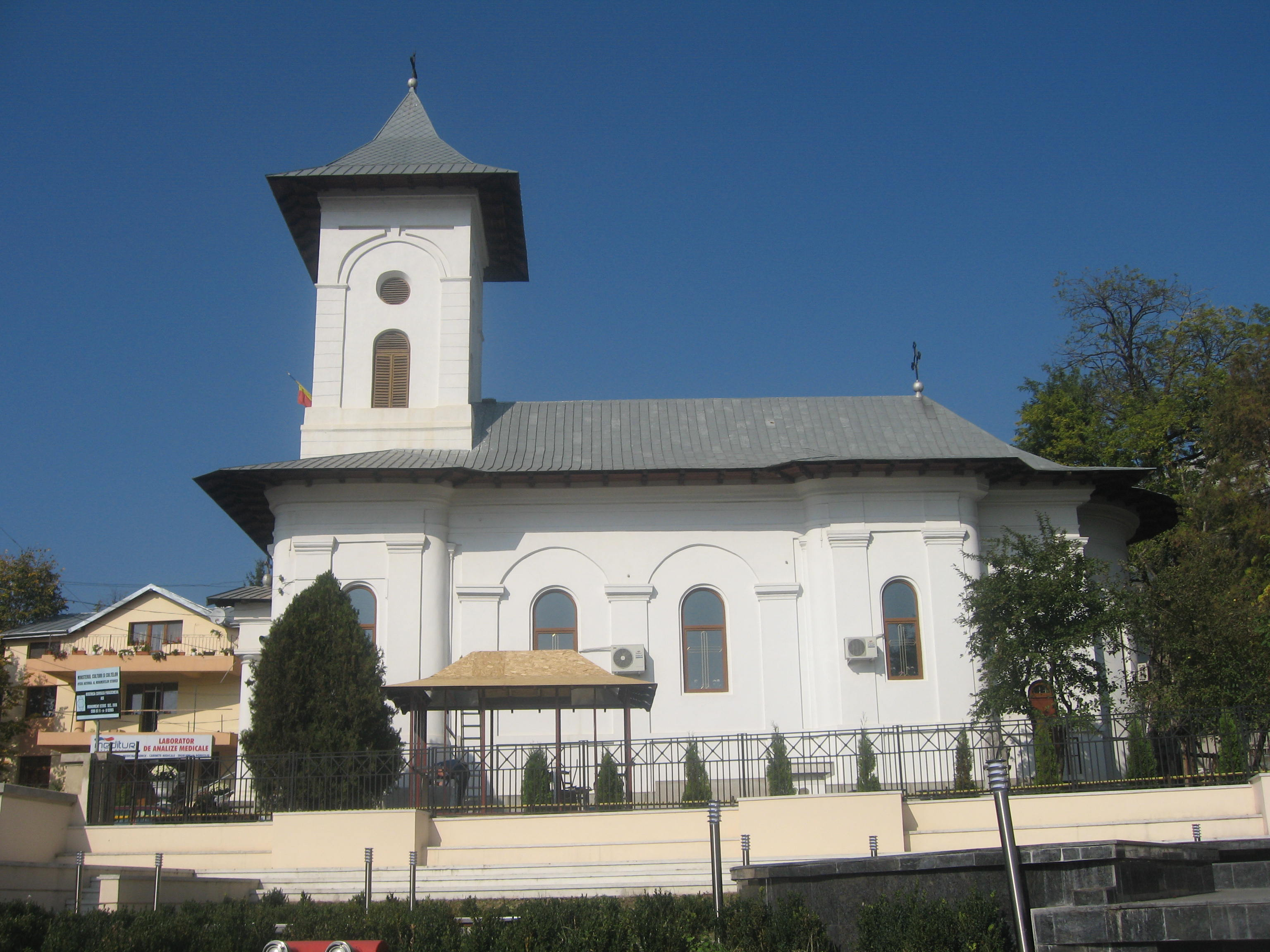
Biserica „Sf. Paraschiva de Sus”
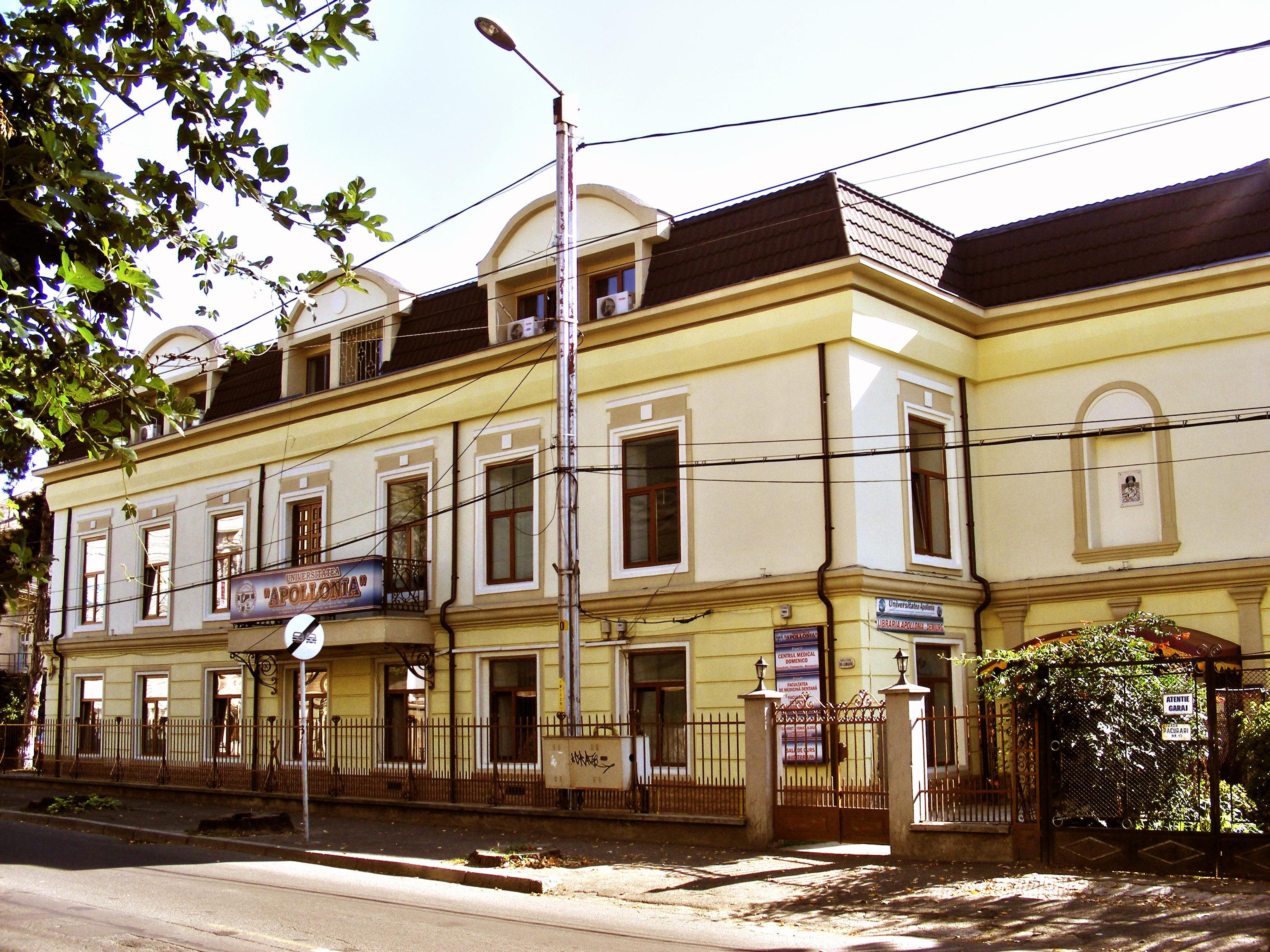
Casa Beldiman-Penescu
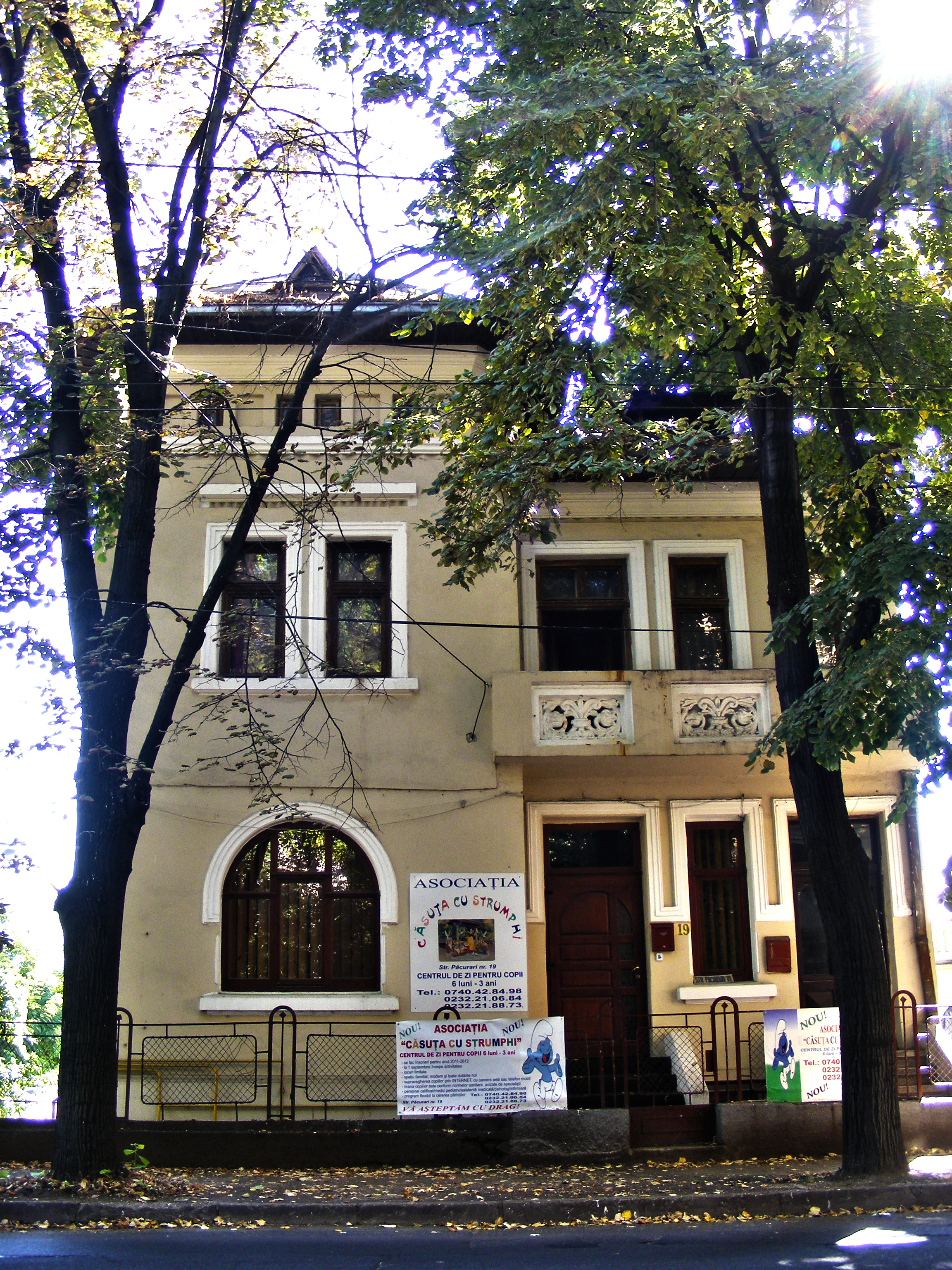
Casa Pleșa-Lepădatu